# (14330) 1981 EG21
(14330) 1981 EG21 est un objet de la ceinture principale d'astéroïdes extérieure découvert en 1981.

## Description
(14330) 1981 EG21 a été découvert le 2 mars 1981 à l'observatoire de Siding Spring, situé près de Coonabarabran, en Nouvelle-Galles du Sud, en Australie, par Schelte J. Bus.

### Caractéristiques orbitales
L'orbite de cet astéroïde est caractérisée par un demi-grand axe de 3,39 UA, un périhélie de 3,13 UA, une excentricité de 0,08 et une inclinaison de 6,01° par rapport à l'écliptique. Du fait de ces caractéristiques, à savoir un demi-grand axe entre 3,2 et 4,6 UA, il est classé, selon la JPL Small-Body Database, comme objet de la ceinture principale d'astéroïdes extérieure.

### Caractéristiques physiques
(14330) 1981 EG21 a une magnitude absolue (H) de 13,7 et un albédo estimé à 0,239.